# 塔吉克語語法
塔吉克語語法（Tajik grammar）描述塔吉克斯坦口語以及書面語的標準塔吉克語之語文結構。 總的來說，塔吉克語的語法符合分析語形態。語法格系統所剩無幾，語法關係主要通過附著語素、詞序以及其他分析語結構來表達。與其他現代波斯語的變體一樣，塔吉克語語法與古典波斯語語法幾乎相同，儘管在某些動詞時態上存在些差異。

## 參閲
- 波斯語語法
- 塔吉克語字母(Tajik alphabet)